# Hoàng Đình Ái
Hoàng Đình Ái (黃廷愛, 1527-1607) là tướng nhà Lê trung hưng trong lịch sử Việt Nam, có công giúp nhà Lê trung hưng. Ông sinh ngày 23 tháng 12 năm Đinh Hợi (1527), là người Biện Thượng, huyện Vĩnh Phúc, nay là thôn Bồng Thượng, xã Vĩnh Hùng, huyện Vĩnh Lộc, tỉnh Thanh Hóa, Việt Nam. Ông là con nhà cậu của Lượng quốc công Trịnh Kiểm.

## Phù Lê diệt Mạc

### Danh tướng Nam triều
Hoàng Đình Ái ra đời khi nước Đại Việt bị chia cắt trong thời chiến tranh Lê-Mạc. Khi ông lớn lên, đất Thanh Hóa quê ông đã thuộc về nhà Lê. Hoàng Đình Ái đầu quân theo giúp nhà Lê trung hưng và trở thành danh tướng trong cuộc chiến tranh này.
Năm 1557, ông cùng Phạm Đốc phục binh phía Bắc sông Mã chặn đánh quân Mạc tiến từ vùng Hòa Bình vào căn cứ của quân Lê Trịnh, trận này quân Lê thắng lớn.
Năm 1561 sau khi mất vùng Sơn Nam, phụ chính nhà Mạc là Mạc Kính Điển vượt biển đánh vào vùng duyên hải Thanh Hóa. Trước sức mạnh của quân Mạc, Tây Đô có nguy cơ bị thất thủ. Thái sư Trịnh Kiểm điều ông về chặn đánh cuộc tiến công của quân Mạc, giữ vững được thành đô, đuổi quân Mạc ra khỏi đất Thanh Hóa.
Năm 1570, Trịnh Kiểm vừa mất, anh em Trịnh Cối, Trịnh Tùng đánh nhau tranh quyền hành, tướng sĩ không hòa thuận, nhân dân hoang mang. Nhân cơ hội đó quân Mạc do Mạc Kính Điển đem 10 vạn quân chia làm 5 đạo với 700 chiến thuyền vào đánh Thanh Hóa quyết diệt quân Lê Trịnh.
Thế quân Mạc khi đó rất mạnh. Trịnh Cối không thể đương nổi đã dẫn bộ tướng đem quân hàng Mạc. Hoàng Đình Ái liền gọi các tướng Lê Khắc Thận, Nguyễn Hữu Liêu, Phạm Văn Khoái... vào yết kiến nhà vua Anh Tông và tôn Trịnh Tùng làm đô tướng để chống quân Mạc.
Dưới thời Mạc Kính Điển cầm quân, quân Mạc rất mạnh và thường chiếm ưu thế trước quân Lê. Mạc Kính Điển cùng tướng Nguyễn Quyện nhiều lần cầm quân vào đánh Thanh Hoá, Nghệ An.
Năm 1575, Kính Điển đem quân đánh Thanh Hoá. Quân Mạc mạnh, tiến đến đâu, quân Lê đều không dám chống lại, trốn xa vào núi rừng để trốn tránh. Kính Điển tự đem đại binh tiến đánh các sông ở Yên Định và
Thuỵ Nguyên , lại chia quân cho Mạc Ngọc Liễn tiến đánh các huyện Lôi Dương và Đông Sơn.
Tháng 8 năm đó, Hoàng Đình Ái nhận lệnh của Trịnh Tùng thống suất các tướng Đỗ Diễn, Phan Văn Khoái đem quân đi cứu các huyện Lôi Dương, Nông Cống, Đông Sơn, đóng quân ở núi Tiên Mộc. Ông phối hợp với Trịnh Tùng và thái phó Vũ Sư Thước đuổi được quân Mạc rút về.
Tháng 8 năm 1576, Mạc Kính Điển lại đánh sông Đồng Cổ. Hoàng Đình Ái lại nhận lệnh cùng Nguyễn Hữu Liêu đem quân chặn phá quân địch, đánh nhau với quân Mạc ở Hà Đô. Quân Mạc lại phải rút lui.
Năm 1581, quân Mạc lại đánh vào Thanh Hóa. Hoàng Đình Ái thống lĩnh quân tướng chia làm 3 đạo, Nguyễn Hữu Liêu làm tiên phong, tự mình đốc đại binh làm chính đội, Trịnh Thái làm hữu đốc, Trịnh Đồng làm hậu đốc đánh quân Mạc suốt dọc sông Mã, trận này diệt hơn 600 quân, bắt sống 1 tướng Mạc, quân Mạc phải tháo chạy ra Bắc.
Sau khi Mạc Kính Điển chết (1580), nhà Mạc ngày một suy yếu, quân Nam triều ngày càng thắng thế. Tháng 12 năm 1591, Trịnh Tùng dẫn đại quân tổng tiến công vào Thăng Long, chia quân làm 5 đạo. Hoàng Đình Ái cùng Trịnh Đồng lĩnh đội thứ 2. Cuối tháng 12 năm đó, quân hai bên đụng nhau một trận lớn, quân Lê đại phá quân Mạc.
Sang năm 1592, Hoàng Đình Ái theo Trịnh Tùng đánh bại quân Mạc nhiều trận lớn nữa, chiếm được kinh thành Thăng Long. Vua Mạc là Mậu Hợp bỏ trốn không lâu bị bắt và bị giết. Thân tộc họ Mạc chạy lên phía bắc tiếp tục cầm cự.
Hoàng Đình Ái trở thành một trong các công thần có công lớn nhất trong việc giúp nhà Lê trung hưng, khi đó ông đã 66 tuổi.

### Dẹp tàn dư họ Mạc
Tình hình Bắc bộ chưa ổn định do vây cánh họ Mạc còn nhiều. Từ năm 1593, Hoàng Đình Ái tiếp tục ra quân đánh dẹp các lực lượng họ Mạc chống đối, tiêu diệt nhiều cánh quân Mạc.
Tháng 3 năm 1598, Hoàng Đình Ái lại đem quân đánh dẹp tàn quân Mạc ở Lục Ngạn, bắt được Mạc Kính Luân, thu 35 chiến mã và nhiều khí giới. Tháng 6 năm ấy, ông lại đến thành Lạng Sơn cử đô đốc Lâm quận công Trần Phúc đem 1.000 quân đến châu Thoát Lãng bắt được con trai Mạc Kính Cung, còn Mạc Kính Cung chạy sang Long Châu (Trung Quốc) .
Tháng 3 năm 1601, con Mạc Kính Điển là Mạc Kính Cung lại mang quân về đánh Hải Dương. Lão tướng Hoàng Đình Ái lúc đó đã 75 tuổi, vẫn nhận lệnh cầm quân đi dẹp. Ông đánh đuổi Kính Cung chạy lên Lạng Sơn.

## Hội kiến với sứ nhà Minh
Tháng 3 năm 1597, nhà Minh sai ủy quan là Vương Kiến Lập đến trấn Nam Giao đòi lễ cống và hội khám (diễu binh). Ngày 28 tháng 3 vua Lê Thế Tông thân đốc hữu tướng Hoàng Đình Ái, thái úy Nguyễn Hoàng, Nguyễn Hữu Liêu cùng tả hữu đô đốc 7, 8 viên, voi và 5 vạn quân đến trấn Nam Giao đề phòng khi mở cửa quan, hội khám quân Minh tràn sang giúp phía Mạc lưu vong bắt vua, hiếp tướng. Hoàng Đình Ái tâu với Trịnh Tùng:
"Nhà Minh chuẩn bị chinh phục nước ta, có thể chỉ là để diễu võ dương oai, khiến nước ta phải sợ, nhưng cũng có thể muốn thực hiện mưu đồ mà xưa kia tổ tiên họ bị thất bại. Xin tiết chế cho lệnh được tùy nghi đối phó."
Trịnh Tùng liền trao cho Hoàng Đình Ái thanh gươm "An quốc" tại cửa ải Nam Quan, ủy quan Vương Kiến Lập cùng tàn quân Mạc trông thấy quân Lê đông đúc, binh tướng oai hùng, lẫm liệt khí thế phải lẳng lặng từ bỏ những ý đồ đánh chiếm. Cuộc hội khám cử hành đúng nghi lễ, nhà Minh phải công nhận nhà Lê, bỏ nhà Mạc.

## Đại thần thời bình
Về vùng đất huyện Kim Thành, Hải Dương, ông đã chiêu dụ nhân dân trở lại làm ăn sinh sống, khuyến khích việc khai khẩn đất hoang, xin vua cấp thóc giống, miễn thuế 3 năm, mở mang học hành cho con trẻ... Do đó miền Hải Dương dần dần trở lại bình yên.
Cuối năm 1607, ông ốm nặng. Trước khi qua đời, chúa Trịnh Tùng thăm hỏi ông:
"Hữu tướng quốc một thời công lao dồn lại to hơn núi Thái, Hữu tướng có muốn được gia ơn chức tước gì cho con cháu?"
Ông trả lời:
"Người ta sinh ra ở đời, ai có bổn phận người ấy, công lao nên tự lập, chức tước chớ lạm phong"
Ông mất ngày 15 tháng 12 năm Đinh Mùi (1607) tại nội thành Thăng Long, thọ 81 tuổi. Vua Lê Kính Tông ra chiếu chỉ cả nước để tang 5 ngày, triều đình bãi triều 5 ngày, lấy dân 10 xã làm lính giữ phần mộ.
Để nhớ công đức của ông, sau khi ông mất nhân dân Mạc Xá, huyện Tứ Lộc, tỉnh Hải Dương đã lập đền thờ "Chiêu cảm Đại Vương" để thờ ông.
Không chỉ có nhà Lê đánh giá cao công trạng của ông. Vào thời nhà Nguyễn, vua Gia Long (1803) liệt ông vào hàng công thần Trung hưng bậc nhất, tôn là Kim Tử Vinh lộc đại phu. Năm 1823, vua Minh Mạng cho dựng miếu "Lịch đại đế vương" trong kinh thành Huế để thờ Thái tể Hoàng Đình Ái cùng các công thần Tô Hiến Thành, Trần Nhật Duật, Trương Hán Siêu...

## Nhận định
Sách "Lịch triều hiến chương loại chí" nhà sử học Phan Huy Chú (1782 - 1841) nhận xét về ông như sau:
"Ông có học thức, thông binh pháp, cầm quân nghiêm chỉnh, trong thì giúp mưu, ngoài thì đánh dẹp, tự mình trải vài trăm trận, đánh đến đâu được đấy, làm cả tướng võ, tướng văn, không phân biệt thứ bậc, uy quyền, ưu đãi sĩ phu, giữ gìn pháp độ. Mọi người đều khen là giỏi... Với lòng quyết tâm, tài mưu lược, dũng cảm, ông đã giữ vững lòng tướng sĩ chống được giặc mạnh, cuối cùng đã chuyển thua hóa thắng, đổi nguy ra yên do sức bọn ông cả"